# Абдул Вахид Азиз
Абдул Вахид Азиз (арап. عبدالواحد عزيز; Басра, 1931 — Багдад, 19. јул 1982) био је ирачки дизач тегова. Освојио је бронзану медаљу на Летњим олимпијским играма 1960. у категорији до 67,5 кг и постао први и за сада једини освајач олимпијске медаље за Ирак.
Своју спортску каријеру почео је 1950. године када је тренирао фудбал, кошарку, одбојку и пливање. Након тога се сконцентрисао на дизање тегова. Године 1951. учествовао је на првенству Ирака у дизању тегова и освојио друго место. На Светском првенству 1959. освојио је бронзану медаљу. Азиз је два пута био у затвору због својих левичарских политичких ставова — први пут 1963. за време Рамазанске револуције, а други пут 1980. за време режима Садама Хусеина.